# Diyala
Diyala (arabisch ديالى, DMG Diyālā) ist eines der 18 irakischen Gouvernements. Die Hauptstadt ist Baquba. Das Gouvernement beginnt nordöstlich von Bagdad und erstreckt sich bis zur iranischen Grenze.

## Lage und Bevölkerung
Diyala umfasst eine Fläche von 17.685 km². 2003 betrug die geschätzte Zahl der Bevölkerung 1.271.000, überwiegend sunnitische Araber. Das Gouvernement wird vom gleichnamigen Fluss Diyala durchzogen, einem der Hauptnebenflüsse des Tigris. Typisch für die Region sind Dattel- und Orangenplantagen.

## Administrative Gliederung
Das Gouvernement ist in sechs Bezirke unterteilt:
- al-Chalis
- al-Muqdadiyya
- Baquba
- Baladruz
- Chanaqin
- Kifri

Der kurdisch besiedelte Teil wird teilweise von der Autonomen Region Kurdistan regiert.
Am 15. Oktober 2005 stimmten von 476.980 Wähler 51,27 % mit Ja für die neue Verfassung.
Die Sicherheit des Gouvernements und der Grenze zur Islamischen Republik Iran übernimmt seit Juli 2006 auch die neuaufgestellten 5. Infanteriedivision der irakischen Armee im Rahmen der Multinationalen Streitkräfte im Irak.